# Ollie Sleightholme
Pas d'image ? Cliquez ici

a Compétitions nationales et continentales officielles uniquement.

b Matchs officiels uniquement.
Dernière mise à jour le 9 juin 2024.
Ollie Sleightholme, né le 13 avril 2000 à Northampton (Angleterre), est un joueur anglais de rugby à XV jouant au poste d'ailier avec les Northampton Saints en Premiership.

## Biographie

### Jeunesse et formation
Ollie Sleightholme naît le 13 avril 2000 à Northampton, en Angleterre. Il est le fils de Jon Sleightholme (en), ancien joueur de Bath Rugby et des Northampton Saints notamment et international anglais. Durant sa jeunesse, Ollie Sleightholme pratique le cricket, le cyclisme, l'athlétisme, avant de se tourner vers le rugby à XV. Il joue alors avec le club des Northampton Old Scouts et la Northampton School for Boys (en).
En 2017, il participe aux Jeux du Commonwealth de la jeunesse, aux Bahamas, avec l'équipe d'Angleterre de rugby à sept. Son pays perd en finale contre les Samoa, durant laquelle il marque un essai.
Il intègre ensuite le centre de formation des Northampton Saints avant le début de la saison 2018-2019,.

### Carrière en club
Ollie Sleightholme fait ses débuts professionnels le 27 octobre 2018, lors d'un match de Coupe d'Angleterre contre les Bristol Bears, en début de saison 2018-2019. Il est titulaire et son club s'impose 51-24. Il fait ensuite ses débuts en Premiership trois semaines plus tard à l'occasion de la septième journée, contre les Wasps. Il entre en jeu à la 69e minute à la place d'Andrew Kellaway et marque un essai quatorze secondes plus tard, dans une victoire 36-17,. Plus tard dans la saison, lors d'un match de Challenge européen contre les Roumains des Timișoara Saracens, il marque quatre essais, dans une très large victoire des siens 111 à 3. Pour sa première saison, il joue sept matchs pour autant d'essai marqués.
La saison suivante, en 2019-2020, il joue dix matchs dont sept titularisations et marque trois essais. C'est à partir de la saison 2020-2021 qu'Ollie Sleightholme devient un joueur important de son équipe. En effet, il joue douze rencontres et marque à neuf reprises, dont un quadruplé contre les Worcester Warriors et un essai lors du quart de finale de Challenge européen perdu contre l'Ulster.
Durant la saison 2021-2022, durant laquelle il est rejoint par son frère Frankie qui intègre l'équipe professionnelle, il fait quinze apparitions et prolonge son contrat avec son club formateur. Les Saints sont alors battus en demi-finale du championnat par les Leicester Tigers. De même la saison suivante, son club est éliminé aux portes de la finale, cette fois par les Saracens. Sleightholme joue quant à lui douze matchs, marquant huit essais.
Puis, en 2023-2024, il fait partie des quatre nommés pour le meilleur joueur du mois de janvier en championnat, finalement remporté par son coéquipier Fin Smith,. Il remporte finalement cette distinction au mois de mars. Ensuite, Northampton se qualifie de nouveau en demi-finale de Premiership et s'impose face aux Saracens, se qualifiant alors pour la finale. Pour cette rencontre face à Bath Rugby, Ollie Sleightholme est titulaire au poste d'ailier et marque un essai. Son équipe s'impose sur le score de 25 à 21 et remporte cette compétition pour la seconde fois de son histoire,. Sleightholme réalise une excellente saison, inscrivant quinze essais en quatorze rencontres de championnat, faisant ainsi de lui le meilleur marqueur d'essais de la compétition. Il est également nommé dans l'équipe type de la saison en Premiership.

### Carrière internationale
En 2019, Ollie Sleightholme est sélectionné en équipe d'Angleterre des moins de 20 ans pour le Tournoi des Six Nations des moins de 20 ans. Il joue son premier match contre l'Irlande, puis marque un essai contre la France et un autre contre l'Italie. Puis, il est rappelé avec la sélection pour le Championnat du monde junior de la même année. Il marque deux essais lors du premier match contre les Irlandais, puis un essai contre l'Australie. Les Anglais terminent la compétition à la cinquième place.
L'année suivante, il est appelé dans un groupe de trente-deux joueurs pour disputer le Tournoi des Six Nations des moins de 20 ans 2020. Il ne joue qu'un seul match et l'Angleterre termine quatrième.
Il est sélectionné pour la première fois de sa carrière en équipe d'Angleterre au mois de septembre 2021, afin de participer à un camp d'entraînement avec l'équipe nationale.
En février 2024, il est retenu en équipe d'Angleterre A pour participer à un match amical face au Portugal. Il ne prend cependant pas part à cette rencontre remportée 91-5 par son pays,.

## Palmarès

### En club
- Vainqueur de la Coupe d'Angleterre en 2019 avec les Northampton Saints.
- Vainqueur du Championnat d'Angleterre en 2024 avec les Northampton Saints.
- Finaliste de la Champions Cup en 2025 avec les Northampton Saints.

### En équipe nationale
- Finaliste des Jeux du Commonwealth de la jeunesse en 2017 avec l'équipe d'Angleterre de rugby à sept.

### Distinctions personnelles
- Meilleur marqueur d'essais du Championnat d'Angleterre en 2024 (15 essais).
- Membre de l'équipe type du Championnat d'Angleterre en 2024.